# Головня, Никита Семёнович
Ники́та Семёнович Головня́ (1913, Макинка — 23 августа 1942, Ржев, Калининская область) — участник Великой Отечественной войны, заместитель командира взвода, гвардии старший сержант. Во время боёв за Ржев в августе 1942 года, обеспечивая наступление взводу, закрыл своим телом амбразуру вражеского дзота. Данный подвиг он совершил раньше известного Александра Матросова, получившего широкое освещение в советских СМИ.

## Биография

Мемориальная доска на доме № 1 по улице Никиты Головни во Ржеве

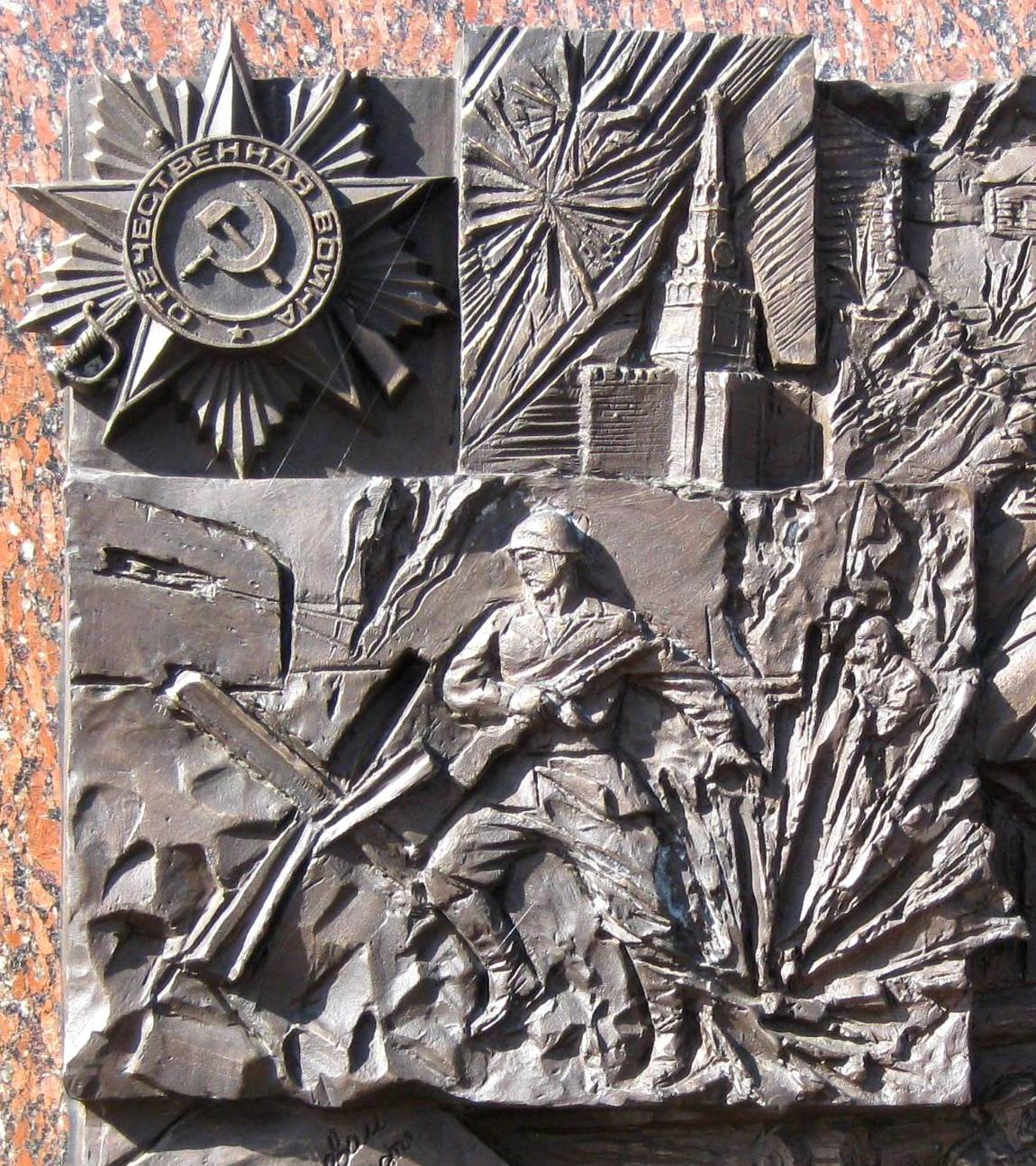
«Подвиг Никиты Головни» — фрагмент барельефа стелы «Ржев — город воинской славы»

Памятник на братской могиле советских воинов во Ржеве, где среди прочих похоронен и гвардии старший сержант Н. С. Головня

Родился Никита Головня в 1913 году в селе Макинка (ныне — в районе Биржан сал Акмолинской области Казахстана). Когда ему исполнилось 7 лет, умерла его мать. Двоих сыновей, Никиту и Семёна, растил и воспитывал отец. Жили они бедно, денег не хватало.
По окончании 6 классов школы Никита поступает учеником в тракторную бригаду, где работает вплоть до службы в Красной Армии.
Отдав свой воинский долг Никита Головня возвращается домой и устраивается в местную школу, вначале военруком, а затем завхозом.
Никита отлично играл на баяне, сам пел, увлекся фотографией и обучал детей этому ремеслу.
В 1940 году Головня берёт в жёны медсестру макинской сельской больницы — Марию Ферапонтовну, которой был старше на 8 лет.
С началом войны, в июле 1941 года, Никита и его супруга уходят на фронт. Никита попадает в распоряжение 107-й мотострелковой дивизии 30-й армии, его супруга в медсанчасть, располагавшуюся в Уральске. Через 4 месяца Головня в своём письме жене писал, что дважды был ранен, месяц лежал в госпитале после первого ранения и два месяца — после второго. В последнем письме написал, что едут они в направлении Ржева.
В августе 1942 года в районе Ржева сложилась катастрофическая ситуация. Неделями шли бои за пять-шесть обломанных деревьев, за стенку разбитого дома, за крохотный бугорок. Немцы превратили груды развалин и подвалы домов в укрепленные дзоты, способные вести круговую оборону.
23 августа, взвод Головни блокировал вражеский дзот. Немцы вели оттуда сильный огонь, пытаясь отбросить силы Красной Армии. Во время этой схватки Никита заметил, что немецкий солдат целится в командира взвода. Головня не раздумывая заслонил его телом, чем спас ему жизнь. Будучи сам раненым, Никита Семёнович с поля боя не ушёл, а под шквальным огнём вырвался вперед, подскочил к амбразуре и накрыл её своим телом. Бойцы в ту же минуту ворвались во вражеский дзот и жестоко отплатили за смерть бесстрашного сержанта.
Ещё накануне боя, во время митинга, Головня выступал перед бойцами своего подразделения. Его слова звучали так: «Товарищи, враг топчет нашу землю, сжигает села и города, зверски расправляется с народом! Будем же честно драться за нашу землю! Не посрамим в бою звание гвардейца! Вперёд, товарищи, на врага! За Родину! Вперёд!».
29 августа 1942 года, газета «Правда» (в статье «Бои за Ржев») сообщила о героизме наших солдат и офицеров, проявленном на ржевском рубеже. Там была и такая строчка: «Навсегда запомнится подвиг сержанта Головни», далее шло описание его подвига.
Приказом Военного совета Западного фронта № 237 от 19 февраля 1943 года Никита Семёнович Головня был награждён орденом Отечественной войны I степени (посмертно).

## Память
- Никита Семенович Головня похоронен в братской могиле на северной окраине Ржева. Над могилой возвышается курган на котором установлена скульптурная композиция в виде воина и женщины с венком. В этой могиле покоится прах 2829 бойцов Красной Армии, павших в боях за освобождение города Ржева.
- На доме, рядом с которым погиб герой, в 1970 году установлена мемориальная доска.
- Подвиг Головни запечатлён на одном из барельефов стелы «Ржев — город воинской славы».
- Именем Н. С. Головни, в год 40-летия Победы, названа одна из улиц Ржева, важнейшая магистраль города направленная в сторону Твери. Ранее улица называлась Нагорной.